# Hidralisco
Unidad del Videojuego StarCraft de la facción de los Zerg
El Hidralisco es fácilmente la casta más versátil de Zerg. Con la habilidad atacar blancos tanto en tierra y aire, hacer Madriguera (una vez desarrollado), y regeneración de la salud, el Hidralisco es una fuerza bastante fiable. También con sus tiempos incubación cortos y a relativamente bajo costo, se pueden producir en números masivos y agobiar al enemigo.

## Características
- Puntos de Ataque: 80
- Tamaño: Medium
- Fuente: 1
- Costo: 75 25
- Tiempo de Construcción: 28
- Producido en: Criadero
- Requiere: Caverna del Hidralisco
- Ataque Terrestre: 10e
- Ataque Aéreo: 10e
- Armadura: 0
- Rango: 4 (5 con actualización)
- Visión: 6
- Retardo: 15
- Tecla de producción: H

## Mejoras

### Madrigera
Madrigera da la oportunidad al Hidralisco y en general a todos los zerg de tierra, de enterrarse en tierra, pudiendo preparar una emboscada o regenerarse sin ser visto.

### Misil
Cada actualización agrega +1 a Ataque de Misiles para un total de +3 al finalizar las actualizaciones.

### Caparazón
Cada actualización agrega +1 al Caparazón para un total de +3 al finalizar las actualizaciones.

### Aumento Muscular
Para Asegurar que el Hidralisco ataque en grupos, puede actualizar para aumentar su rapidez de manera que se pueda llegar a los blancos lo más pronto posible.

### Púas Estriadas
La actualización del rango de ataque le dará al Hidralisco la habilidad de golpear al enemigo desde una distancia mayor. Una actualización esencial para el Hidralisco.

## Habilidad  especial
Una vez se desarrolla la habilidad en la Caverna del Hidralisco, este tiene la habilidad de Transformar en el Merodeador. La transformación es un proceso delicado ya que el Hidralisco está completamente indefenso. Durante ella se puede recuperar el Hidralisco todavía, pero una vez está completo, se pierde el Hidralisco.
Aspecto de Merodeador.
Costo: 200 mineral 200 gas vespeno.
Solo en Brood War.
- Datos: Q5897104